# Daniel Turek
Daniel Turek, nascido a 19 de janeiro de 1993, é um ciclista checo que milita no conjunto Israel Cycling Academy.

## Palmarés
2015
- 1 etapa do Tour de Berlim
- 1 etapa do Tour do Azerbaijão

## Resultados em Grandes Voltas e Campeonatos do Mundo
Durante a sua carreira desportiva tem conseguido os seguintes postos nas Grandes Voltas e nos Campeonatos do Mundo em estrada:
| Carreira               | 2015 | 2016 | 2017 | 2018 | 2019 |
| ---------------------- | ---- | ---- | ---- | ---- | ---- |
| Giro d'Italia          | -    | -    | -    | -    | -    |
| Tour de France         | -    | -    | -    | -    | -    |
| Volta a Espanha        | -    | -    | -    | -    | -    |
| Mundial em Estrada     | -    | Ab.  | -    | -    | -    |
| Mundial Contrarrelógio | -    | 44º  | -    | -    | -    |

-: não participa

Ab.: abandono